# Shadows (film 1914 Baker)
Shadows è un cortometraggio muto del 1914 diretto da R.F. Baker.

## Trama
Una giovane reporter, sulle tracce di una banda di falsari, viene salvata da un agente del servizio segreto che sgomina la gang. La ragazza potrà così avere uno scoop in esclusiva.

## Produzione
Il film fu prodotto dalla Essanay Film Manufacturing Company.

## Distribuzione
Distribuito dalla General Film Company, il film - un cortometraggio di 500 metri in due bobine - uscì nelle sale cinematografiche USA il 20 marzo 1914.